# Henry Shaw

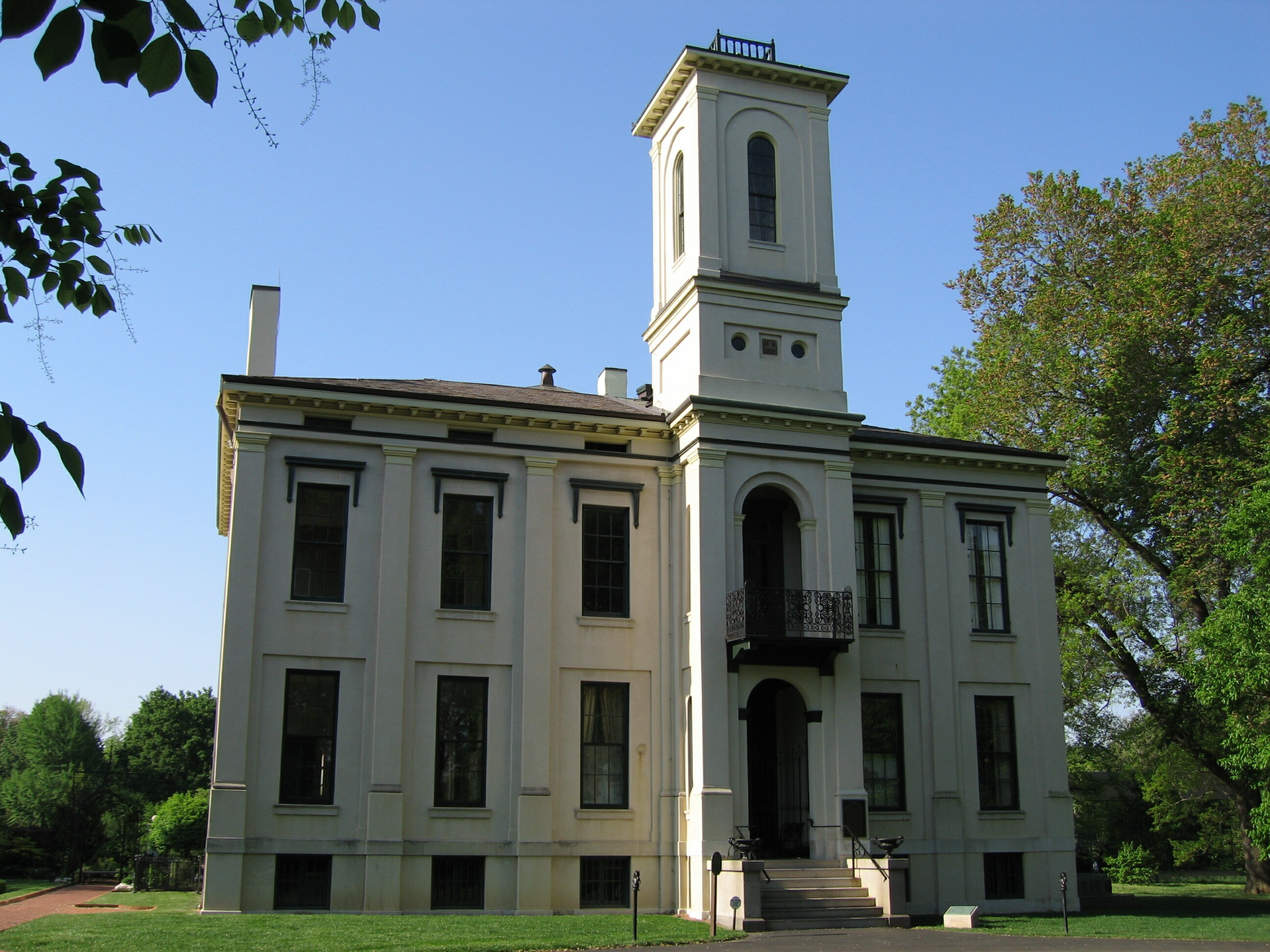
Tower Grove House, het landhuis van Henry Shaw

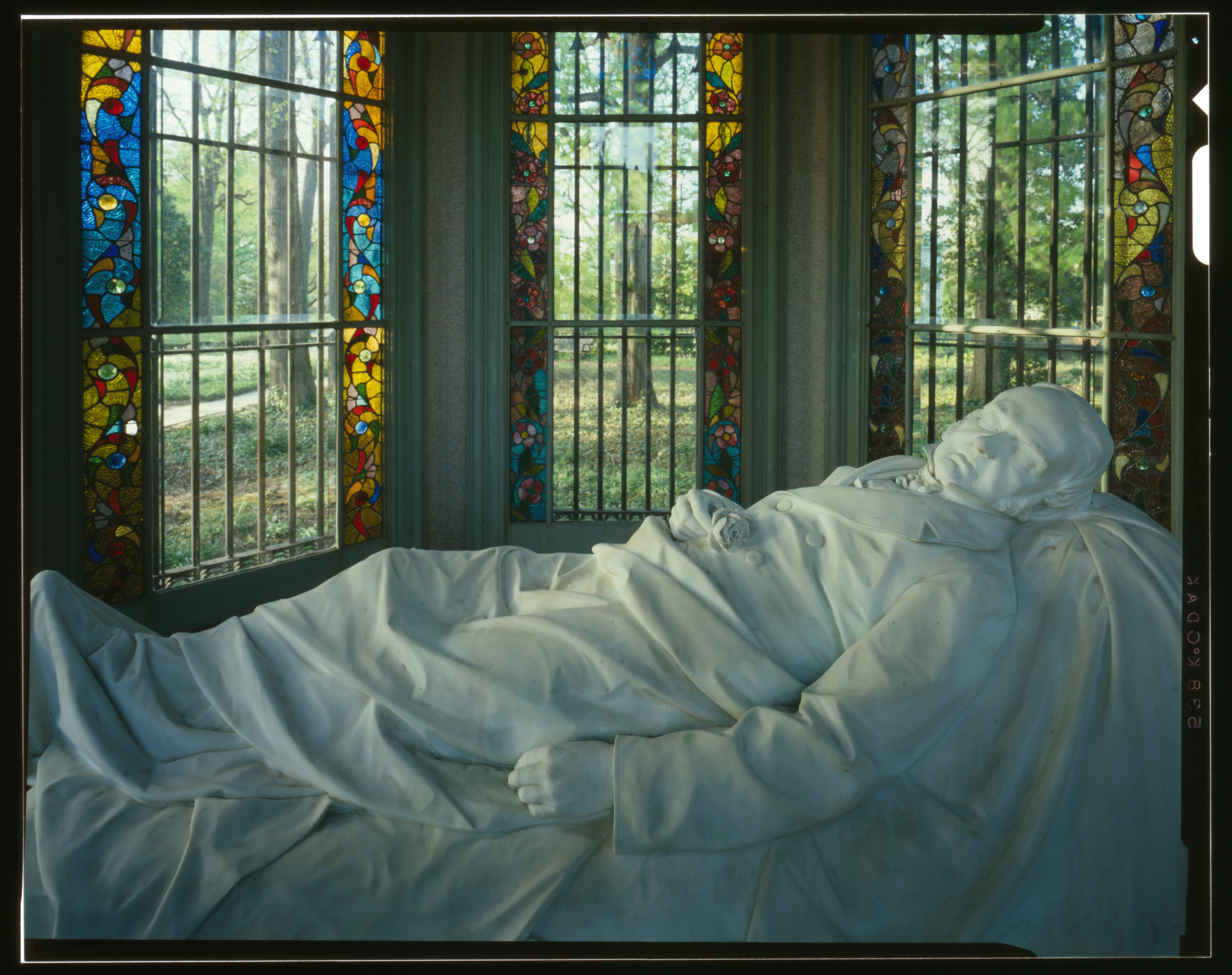
Mausoleum van Henry Shaw

Henry Shaw (Sheffield, 24 juli 1800 – Saint Louis, 25 augustus 1889) was een Amerikaanse botanicus en filantroop die bekend werd als oprichter van de Missouri Botanical Garden, die zou uitgroeien tot een botanische tuin en onderzoeksinstituut met een internationale reputatie. 

## Vroege leven
Hij groeide op in Engeland. De vader van Henry, Joseph Shaw had een ijzerfabriek in Sheffield. Henry ging naar de lagere school in Thone, een plaatsje nabij Sheffield. Zijn middelbareschoolopleiding volgde hij aan de Mill Hill School, een private school in de buurt van Londen. In 1816 of 1817 werd hij gedwongen om terug te keren naar zijn ouderlijk huis in Sheffield. Zijn vader was in de financiële problemen geraakt, waardoor de dure opleiding van de jonge Shaw niet meer betaald kon worden. 
Terug in Sheffield hielp de jonge Shaw zijn vader met zaken. Om de afzetmarkt van zijn fabriek te vergroten richtte de oude Shaw zijn aandacht op Amerika. In 1818 begeleidde Henry zijn vader op zijn eerste tocht naar Amerika, waar ze zaken deden in Quebec (Canada). 

## Actief in de ijzerwaren
In 1819 ging de jonge Shaw in zijn eentje naar New Orleans (Louisiana), waar hij op zoek ging naar een zoekgeraakte scheepslading. Uiteindelijk vond hij de lading, maar hij was niet in staat om in New Orleans een koper te vinden voor de goederen. In de lente van 1819 vertrok hij met zijn lading per raderstoomboot op een veertig dagen durende tocht over de Mississippi. Op 3 mei 1819 arriveerde hij in Saint Louis, dat toen nog een klein plaatjes in handen van de Fransen was. 
De jonge Shaw startte een winstgevende ijzerzaak in Saint Louis. Het startkapitaal en de te verkopen goederen werden vanuit Sheffield geleverd door zijn oom James Hool. Shaw bleef tussen 1819 en 1839 actief in de ijzerhandel. Hij zag Saint Louis snel groeien in omvang door de komst van nieuwe inwoners en bebouwing. 
Shaw was nooit getrouwd en leefde niet extravagant. Doordat hij veel winst maakte met zijn zaak, was hij in staat om land in de omgeving van Saint Louis te kopen. Ook kocht hij onroerend goed in de stad zelf. Daarnaast schafte hij land aan in de omliggende regio. Een van zijn bezittingen, was een terrein van circa 730 ha, dat voorheen bekendstond als Prairie de Noyes Commons, een open prairie. Hier zou hij later zijn landhuis laten bouwen. 

## Pensionering en verdere activiteiten
In 1839 verkocht Shaw zijn ijzerhandel en keerde hij het zakenleven de rug toe. Op veertigjarige leeftijd was hij reeds een rijk man. Na zijn vroege pensionering, maakte Shaw meerdere reizen door Europa, waar hij onder meer Engeland, Duitsland en Frankrijk bezocht. In zijn afwezigheid beheerde zijn zus Caroline Shaw zijn bezittingen in Saint Louis. 
In 1849 huurde Henry Shaw architect George I. Barnett in om zijn landhuis te laten bouwen op zijn landgoed van 730 ha. Het werd een twee verdiepingen tellend landhuis in Italiaanse stijl, dat bekend zou worden als Tower Grove House. Deze naam werd ontleend aan het feit dat vlak bij de zuidkant van het huis op een lage heuvel een 'grove' (= groepje bomen) van Sassafras albidum was te vinden die was te overzien vanuit een verhoging van het gebouw 
(de ‘tower’). Tower Grove House gaf zijn naam aan vele zaken in de buurt, waaronder het ten zuiden van de Missouri Botanical Garden te vinden Tower Grove Park, de Tower Grove Avenue, de Tower Grove Neighborhood, de Tower Grove Church en andere zaken. 
In 1851 maakte Shaw zijn laatste reis naar Europa. Hij bezocht de eerste Wereldtentoonstelling in Londen, de Royal Botanic Gardens, Kew, de tentoonstelling in het Crystal Palace en de tuinen bij het Chatsworth House in Chatsworth (Derbyshire). Deze tuinen inspireerden Shaw tot het oprichten van een eigen tuin op zijn bezittingen in Saint Louis. 
Na zijn terugkeer vanuit Engeland in 1951 begon Shaw met het planten van bomen op zijn voorheen vrijwel boomloze landgoed. Gedurende zijn leven zou hij duizend bomen en struiken planten op zijn landgoed. Shaw wilde niet alleen een tuin voor zijn plezier, maar wilde tevens een tuin die als botanische tuin zou worden ingericht. Daarom raadpleegde hij William Jackson Hooker, de toenmalige directeur van de Royal Botanic Gardens, Kew. Hooker raadde hem aan om contact te zoeken met George Engelmann, een gynaecoloog en amateur-botanicus. Engelmann bracht Shaw vervolgens in contact met Asa Gray, een vooraanstaande botanicus die actief was bij de Harvard University. Met de adviezen van Hooker, Engelmann en Gray was Shaw overtuigd geraakt van zijn plan om een botanische tuin te beginnen. 
In 1857 adviseerde Hooker aan Shaw dat het verstandig zou zijn dat een bibliotheek en een herbarium deel van de botanische tuin verbonden zouden uitmaken. In opdracht van Shaw kocht Engelmann in Europa vele boeken die het hart van de boekencollectie van de botanische tuin zouden gaan vormen. Engelmann was ook in staat om het 60.000 specimens tellende herbarium van de recent overleden Duitse botanicus Johann Jakob Bernhardi aan te kopen. 
Shaw liet een gebouw ontwerpen door Barnett om zijn boekencollectie, naturaliënkabinet en herbarium te huisvesten. Dit gebouw werd geïnspireerd op een gebouw van de Royal Botanic Gardens, Kew. Uiteindelijk zou het gebouw bekend worden als het Museum Building. Samen met Tower Grove House en het Administration Building (oorspronkelijk het woonhuis van Shaw in de binnenstad van Saint Louis) zou het Museum Building de 'campus' van de botanische tuin gaan vormen. 
In 1859 opende Shaw de Missouri Botanical Garden voor het publiek. De botanische tuin ging open voor zes dagen per week en tevens gedurende twee zondagen in de zomer (vanaf 1915 zeven dagen in de week). Tot aan zijn dood in 1889 overzag Shaw de ontwikkeling van gebouwen en verdere inrichting van de tuin. Hij huurde tuinmannen in om te zorgen voor de beplanting en nam wetenschappers als William Trelease aan om wetenschappelijk onderzoek te verrichten in de botanische tuin. 
In 1868 liet Shaw de eerste broeikas bouwen in de botanische tuin, de Main Conservatory (afgebroken in 1916). Hier huisvestte hij exotische planten. In 1880 liet hij een tweede broeikas bouwen: het kleinere, bakstenen Linnean House (bestaat nog steeds). Dit ontwerp van Barnett vernoemde Shaw naar Carl Linnaeus. Het huisvestte palmen, Citrus en andere exotische planten. Anno 2009 is de Camellia-collectie er gevestigd.  
Shaw schonk de bewoners van Saint Louis in 1868 Tower Grove Park, een stadspark dat ten zuiden van de Missouri Botanical Garden ligt. In het park in victoriaanse stijl werden vele beelden, paviljoenen en muziekkoepels gevestigd. Shaw sponsorde concerten die in het park plaatsvonden. 
Shaw sponsorde de oprichting in 1885 van de Henry Shaw School of Botany (een faculteit plantkunde) bij de Washington University, waarmee er een band ontstond tussen deze universiteit en de Missouri Botanical Garden. De hoogleraar van de faculteit zou ook in dienst komen van de botanische tuin en de universiteit zou gebruik kunnen maken van de onderzoeksfaciliteiten van de botanische tuin. Het hoogleraarschap werd vernoemd naar de toen pas overleden Engelmann: 'George Engelmann Professor of Botany'. William Trelease werd de eerste hoogleraar. Na de dood van Shaw werd hij tevens directeur van de Missouri Botanical Garden. In 1969 ging de Henry Shaw School of Botany op in het Department of biology (afdeling biologie), maar de band tussen de universiteit en de botanische tuin bleef bestaan. 
Verder was Shaw betrokken bij de oprichting van de Missouri Historical Society en schonk hij Saint Louis een school en land voor de bouw van een ziekenhuis. 
Shaw werd begraven in een mausoleum dat hij in de jaren 70 van de negentiende eeuw naast Tower Grove House had laten bouwen naar een ontwerp van Barnett. In het mausoleum bevindt zich een beeld dat enkele jaren voor Shaws dood is ontworpen door Ferdinand von Miller II en Shaw in liggende positie uitbeeldt. 
Na zijn dood werd de Missouri Botanical garden ondergebracht in een charitable trust (vergelijkbaar met een stichting) die bestuurd wordt door een Board of Trustees. Het huis van Shaw in de binnenstad van Saint Louis werd afgebroken in 1891 en volgens zijn wil weer opgebouwd in de Missouri Botanical Garden, waar het bekend staat als Administration Building.  Er werden diverse zaken naar hem vernoemd, waaronder Shaw Nature Reserve, Shaw Boulevard (de straat waaraan de Missouri Botanical Garden is gelegen), Shaw Avenue, de Henry Shaw Cactus Society en de Henry Shaw Ozark Corridor.

## Publicaties
- Henry Shaw: His Life and Legacies; William Barnaby Faherty; University of Missouri Press (1987); ISBN 0826206441
- St.Louis in the Century of Henry Shaw: A View Beyond the Garden Wall; Eric Sandweiss; University of Missouri Press (2002); ISBN 0826214398
- Henry Shaw's Victorian Landscapes: The Missouri Botanical Garden and Tower Grove Park; Carol Grove; University of Massachusetts Press (2005); ISBN 9781558495081